# تاباكولو أسود
تاباكولو أسود (الاسم العلمي:Scytalopus atratus) (بالإنجليزية: White-crowned Tapaculo)‏ هو نوع من الطيور يتبع جنس التاباكولو من فصيلة التاباكولات.